# Davelské tunely

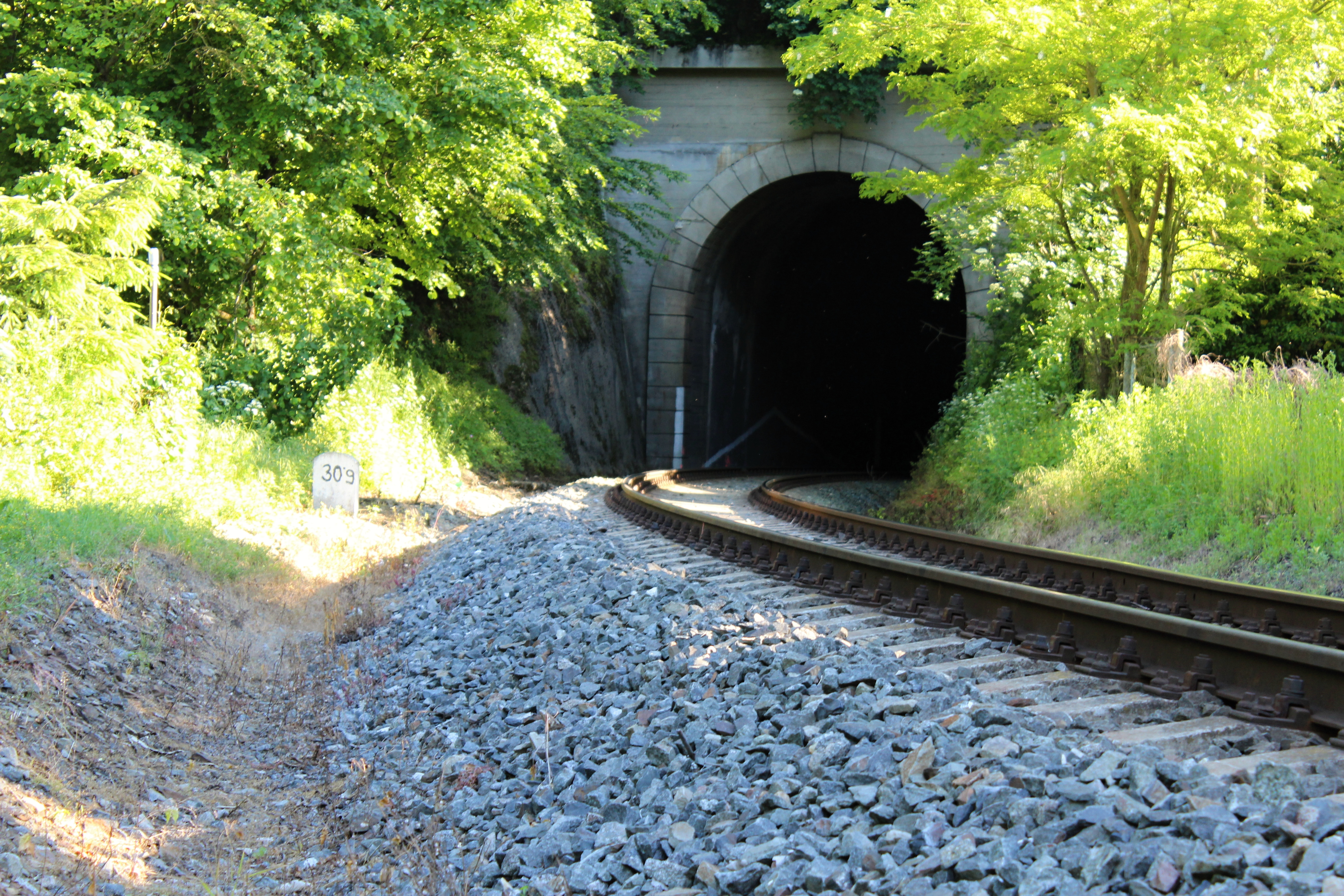
Davelský tunel z prostoru bývalé železniční zastávky Libřice

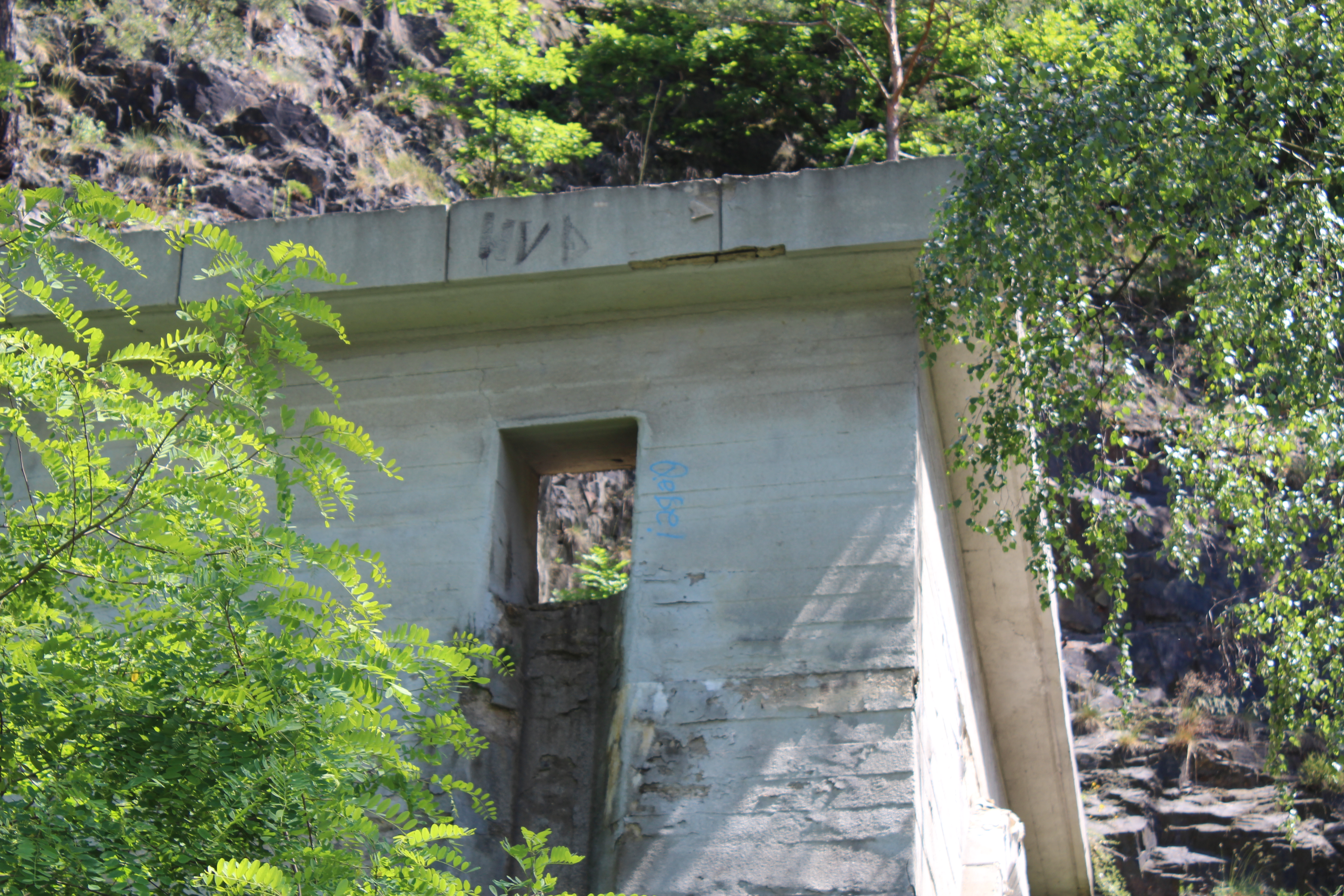
Detail jižního betonového portálu Davelského tunelu

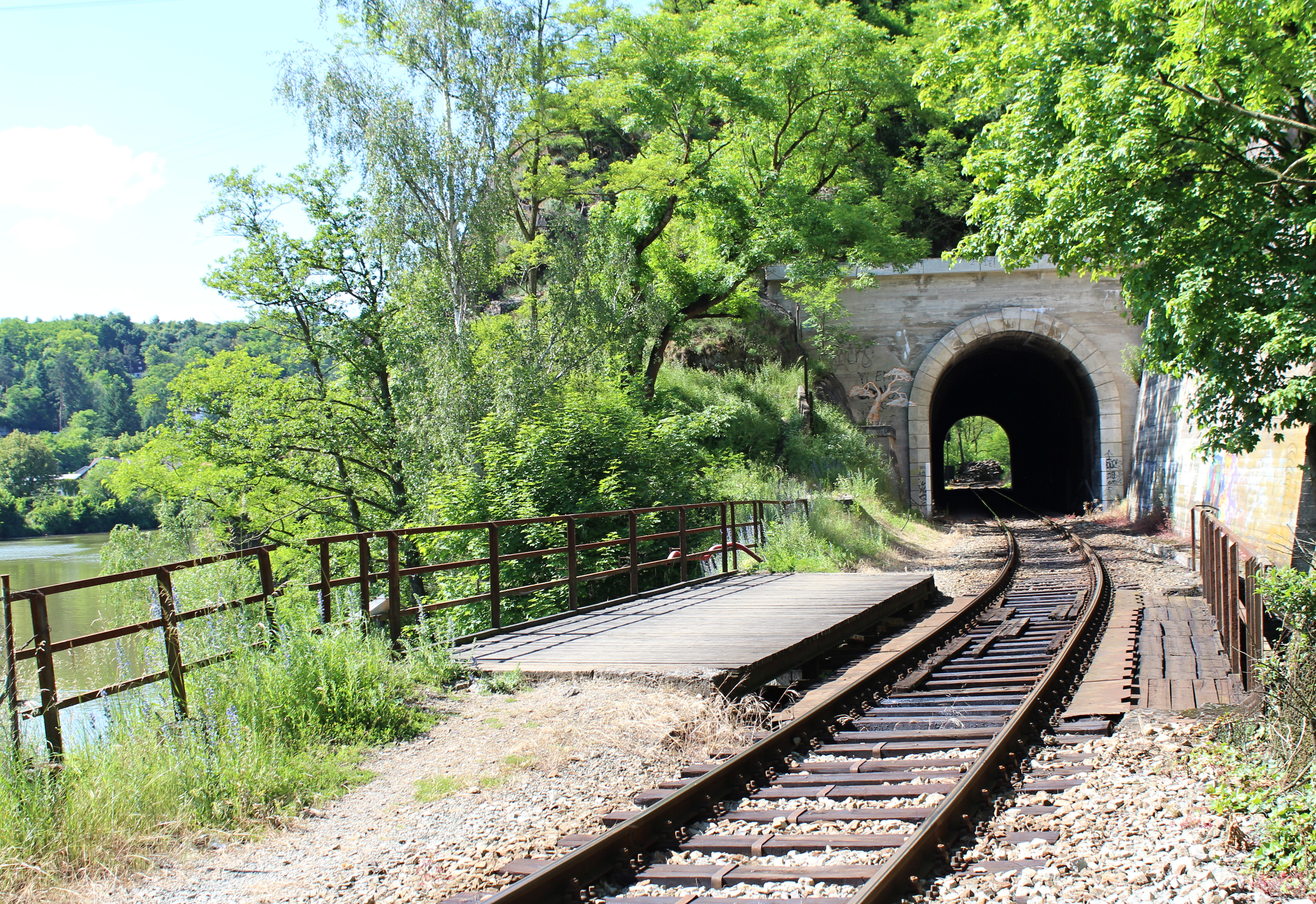
Libřický tunel

Davelské tunely je označení používané pro tři železniční tunely na trati 210 z Prahy do Čerčan.
Pojmenování se vžilo pro Skochovický tunel, Libřický tunel a Davelský tunel. I když každý z nich má samostatné číslo a vlastní název, vžilo se společné označení „davelské tunely“ mezi cestujícími, obyvateli a rekreanty z obcí podél trati 210. Důvodem společného názvu je, že davelské tunely jsou na trati 210 ve směru od Prahy v těsném sledu v úseku železniční zastávka Skochovice – nádraží Davle a že městys Davle je též počtem obyvatel největší obcí v blízkosti tunelů i nejvýznamnějším rekreačním centrem pro vodáky a trampy.
Ze staveb označovaných jako davelské tunely však leží na území Davle pouze Davelský tunel. Skochovický tunel a Libřický tunel jsou proraženy příkrou skalou na pravém břehu Vltavy na území obce Oleško (katastr Oleško – Zvole). Davelské tunely byly raženy při výstavbě trati 210: Skochovický tunel 1896, Libřický tunel a Davelský tunel v roce 1881. Tunely zajišťují průjezd trati skalním masivem na pravém břehu Vltavy v místech, kde nebylo možné skálu – vzhledem k výši a mohutnosti – odstřelit.
Do roku 1975 byla mezi Libřickým tunelem a Davelským tunelem železniční zastávka Libřice. Zastávka byla zrušena návazně na stavební úpravy Libřického a Davelského tunelu ke dni 27. 7. 1975. Důvodem rekonstrukce byl technický stav tunelů a zvýšení jejich profilu pro případnou elektrifikaci. I když elektrifikace byla na trati 210 uvažována již od 20. let a plánována i v 60. letech, dodnes nebyla realizována.
V rámci stavebních úprav byly k Libřickému tunelu i Davelskému tunelu přistavěny betonové portály, které výrazně změnily jejich vzhled v pohledu z kolejiště. Severní (Vranský) portál Libřického tunelu je vzhledem k bílému nátěru viditelný i z protějšího levého břehu Vltavy.

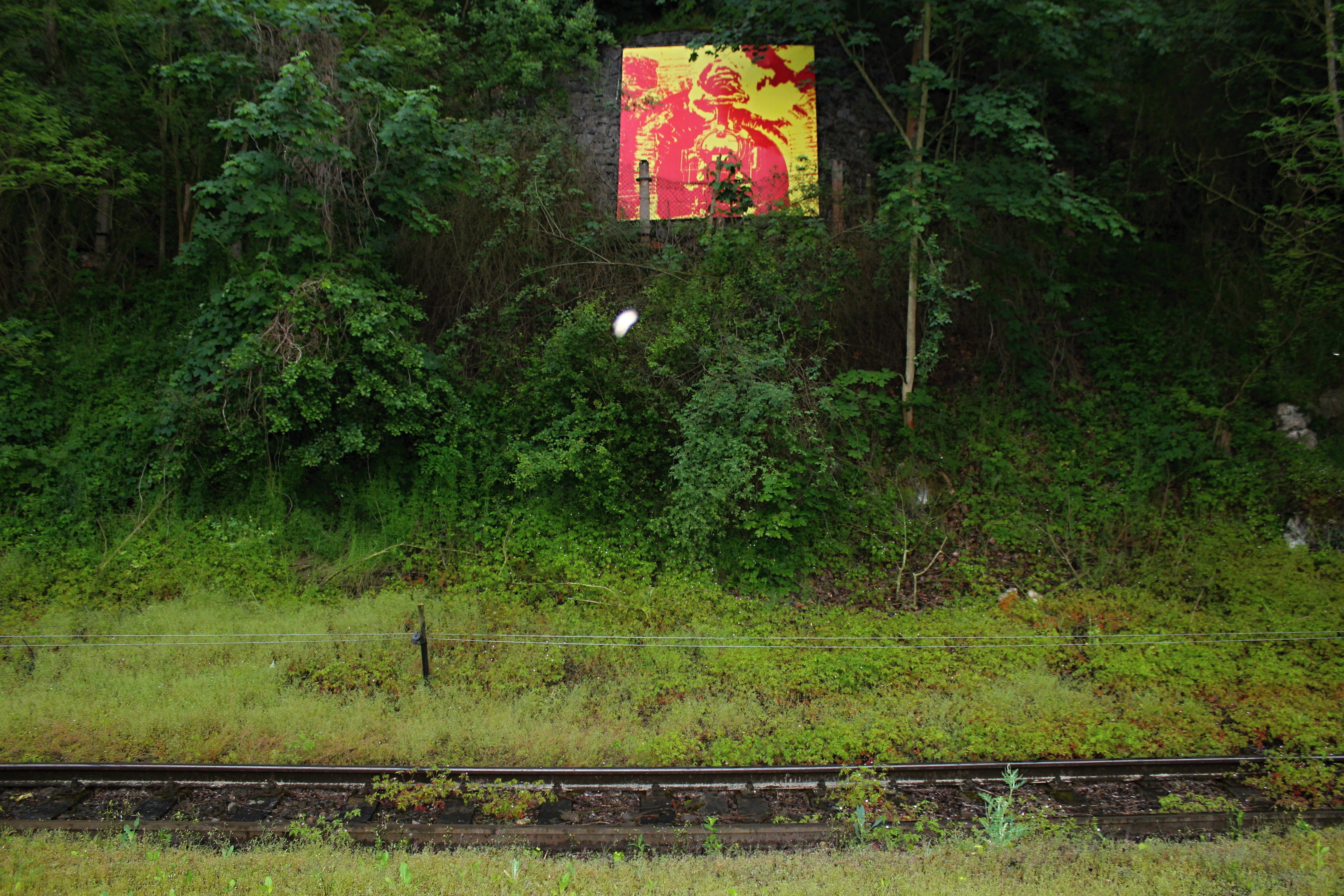
Zbytky iluzorního tunelu nad tratí v ose Starého Davelského mostu připomínají natáčení filmu Most u Remagenu

Davelské tunely mají i podobnou historii za II. světové války. V závěru války (1944–1945) době sílících náletů spojenců na německá průmyslová centra byly jako dílny pro výrobu a opravy součástí pro německá letadla a automobily. Davelské tunely i další tunely na trati 210 (Jarovský tunel, Pikovický tunel, Jílovský tunel I, Jílovský tunel II a Klinecký tunel) patří neodmyslitelně k romantice trati 210 běžně nazývané Posázavský Pacifik.
Mezi jižním portálem Davelského tunelu a nádražím Davle v ose Starého davelského mostu jsou viditelné zbytky kamenného portálu. Torzo pochází z roku 1968, kdy byl v Davli natáčen film USA Most u Remagenu. Skutečný Ludendorffův most v Remagenu byl most železniční; most v Davli byl v roce 1968 mostem silničním. Proto byl ve svahu nad tratí před nádražím vystavěn iluzorní portál tunelu, do kterého vedla trať z upraveného mostu. Davelský most byl zvýšen a opatřen kašírovanými obrannými věžemi. Natáčení bylo přerušeno událostmi po 21. srpnu 1968. V letech 1972–1974 byl tunel ve svahu zazděn. Nad kolejištěm trati tak vznikla fikce dalšího Davelského tunelu, která je připomínkou filmového natáčení.